# Koadjutor
Der Begriff Koadjutor (lat. „Beistand“) wird in folgenden Zusammenhängen verwendet:
- Koadjutor als Bischof der katholischen Kirche, der einem anderen Bischof zur Seite gestellt wird, in vergleichbarer Weise auch der unterstützende Abt-Koadjutor eines regierenden Abtes.
- Koadjutor als Beistand im Rahmen eines kirchlichen Benefiziums
- Koadjutor als Bezeichnung einer Klasse der Jesuiten
- Koadjutor als Amtsbezeichnung für einen Pfarrgehilfen (lat. vicarius adiutor), der die Aufgaben eines Pfarrers bei dessen Verhinderung wahrnimmt.

## Koadjutor als Bischof

### Rechtslage nach dem CIC von 1917
Nach früherer Rechtslage gemäß Codex Iuris Canonici (CIC) gab es zwei Arten von Koadjutoren, den heute noch existierenden und einfach als Koadjutor bezeichneten „Koadjutor mit Nachfolgerecht“ (coadiutor cum iure successionis) sowie den eher seltenen coadiutor sedi datus, der nicht dem Ordinarius, sondern quasi dem jeweiligen (Erz)Bistum beigegeben wurde, kein Nachfolgerecht hatte, jedoch dafür auch im Falle einer Änderung in der Person des Ordinarius sein Amt weiterbehielt.
Ein Beispiel hierfür ist u. a. die Patriarchaldiözese Lissabon, deren Generalvikar – nach dem Aufgehen der früheren Erzdiözese Lissabon im gleichnamigen Patriarchat – stets den Titel eines Titularerzbischofs trug, und zwar traditionell meist den eines Titularerzbischofs von Mitylene, was an sich der Praxis des Heiligen Stuhls widerspricht, bei einem Bischofswechsel auch einen neuen Titularbischofssitz zu vergeben. Darüber hinaus ist ebenfalls die Erzdiözese Wien zu nennen, die durch die nach dem Zweiten Weltkrieg bestehende Sondersituation um Kardinal Theodor Innitzer in Person von Erzbischof-Koadjutor Franz Jachym einen solchen Koadjutor sedi datus besaß. Erzbischof-Koadjutor Franz Jachym verblieb bis kurz vor Inkrafttreten des neuen CIC in seiner besonderen Stellung.
In der frühen Neuzeit war die Praxis der Nachfolgeregelung zu Lebzeiten eines Bischofs durch die Wahl eines Koadjutors mit Nachfolgerecht (ius/spes successionis) weit verbreitet, z. B. die Kölner Kurfürst-Erzbischöfe aus dem Hause Wittelsbach. Am 6. Januar 1969 wurde Joseph Höffner zum Koadjutor des Erzbistums Köln bestellt, um den fast erblindeten Erzbischof Joseph Kardinal Frings zu unterstützen.

### Rechtslage nach dem CIC von 1983
In der lateinischen Kirche wird der Koadjutor nach Codex Iuris Canonici can. 403 § 3 des kanonischen Rechts durch den Heiligen Stuhl ernannt; andere Kirchen sehen andere Regelungen vor (z. B. Wahl durch Diözesansynode). Der Koadjutor besitzt, im Gegensatz zum Weihbischof, besondere Befugnisse und hat das Recht der Nachfolge.
In der römischen Kirche hat der Diözesanbischof ihn gem. can. 406 § 1 zum Generalvikar zu ernennen. Sollte es zu einer Sedisvakanz des Bischofsstuhls kommen, so übernimmt gem. can. 409 § 1 der Koadjutor die Bischofsgewalt über die Diözese, für die er bestellt wurde.
Der bisher letzte Koadjutor in Deutschland war der spätere Erzbischof von Hamburg, Ludwig Averkamp. 1985 wurde er – damals Weihbischof in Münster – zur Unterstützung des erkrankten Bischofs Helmut Hermann Wittler nach Osnabrück berufen. 1987 folgte er ihm als Bischof von Osnabrück nach.